# Processus intra-jugulaire de l'os occipital
Le processus intra-jugulaire de l'os occipital (ou épine jugulaire de l’os occipital) est un petite épine osseuse s'étendant au milieu de l'incisure jugulaire de l'occipital de la partie latérale de l'os occipital.
Il est relié au processus intra-jugulaire de l'os temporal par un faisceau fibreux.
Les deux processus et le faisceau fibreux divisent le foramen jugulaire en deux parties :
- Une partie postérieure qui est l'origine de la veine jugulaire interne,
- Une partie antérieure traversée par le nerf glosso-pharyngien, le nerf vague et le nerf accessoire.

Ce processus peut être prolongé vers le bas de façon inconstante par le processus para-mastoïdien.